# Les Ageux
Les Ageux sont une commune française située dans le département de l'Oise en région Hauts-de-France.
La commune des Ageux est partiellement incluse dans la zone naturelle d'intérêt écologique, faunistique et floristique (ZNIEFF) des « Marais de Sacy-le-Grand et buttes sableuses des Grands Monts ».

## Géographie

### Localisation
La commune des Ageux se situe à 68 kilomètres au sud d'Amiens, à 40 kilomètres à l'est de Beauvais, à 19 kilomètres à l'ouest de Compiègne et à 54 kilomètres au nord de Paris.
La commune se trouve dans l'aire d'attraction de Paris, dans l'unité urbaine de Pont-Sainte-Maxence ainsi que dans son bassin de vie, et dans la zone d'emploi de Creil.

### Communes limitrophes
Les communes limitrophes sont  Brenouille, Monceaux et Pont-Sainte-Maxence.
|            |                     |  |
| Monceaux   | Ageux               |  |
| Brenouille | Pont-Sainte-Maxence |  |

### Géologie et relief
La superficie de la commune est de 500 hectares ; son altitude varie de 29  à   42 mètres.
La commune constitue une plaine boisée au nord, de forme à peu près quadrangulaire, dont la limite orientale est caractérisée par la route de Paris aux Flandres. Dans l'ensemble le territoire est plat, ne présentait qu'un léger massif qui atteint 43 mètres (point culminant) dans le bois du Buisson, au nord et passe à 46 mètres dans la commune de Monceaux, sur la butte des Grands Monts, ou Gramont. La plaine varie entre 30  et   32 mètres environ. Le point le plus bas se situe à 29 mètres d'altitude, dans le lit de la rivière des Ageux. L'église paroissiale et l'ensemble du village se situent à 31 mètres, le hameau du Rocher, au nord-est, à 33 mètres.
La plaine était, il y a deux mille ans, un lac appelé la Grande Mer, qui réunissait la rivière de l'Oise à un autre lac situé au nord, Longa Aqua. On remarque entre Saint-Martin-Longueau et le bois des Ageux quelques lits d'argile plastique grise et fauve, contenant du bois pétrifié identique à celui que l'on retrouve dans les cendrières du Soissonnais. Le village se trouve soit sur du sable nu, soit des limons marécageux. Il y a près du chef-lieu quelques silex blonds, couverts de fossiles coquilliers. Il existe un dépôt de tourbe considérable entre Sacy-le-Grand, Saint-Martin-Longueau, Les Ageux, Monceaux et Hardancourt.

### Hydrographie

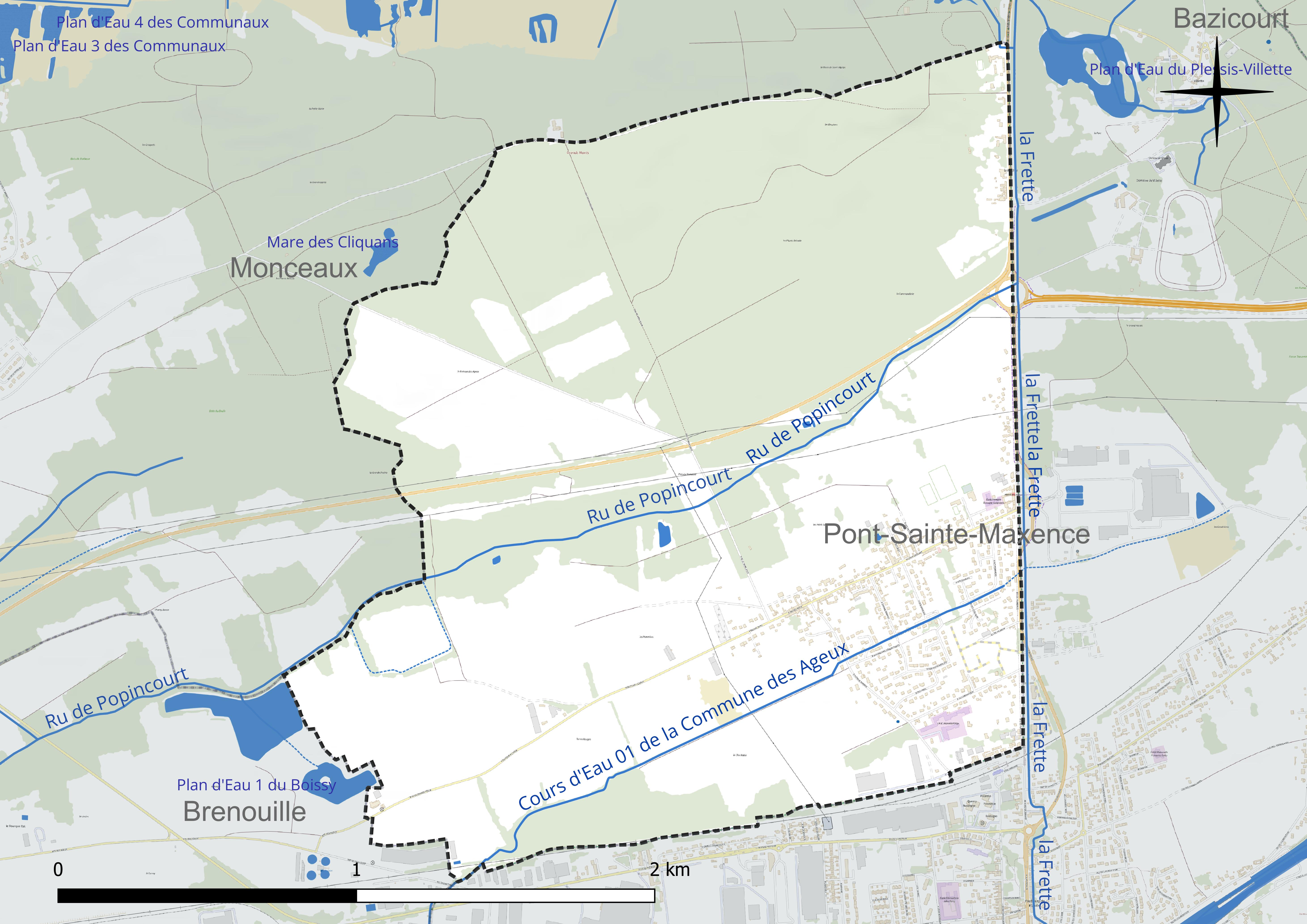
Réseau hydrographique des Ageux.

La commune est traversée par la Frette. Ce cours d'eau prend source en limite de Labruyère et Rosoy. Après avoir traversé le marais de Sacy, la Frette bifurque vers le sud, longe le village des Ageux à l'est et en constitue la limite communale. Après un parcours total de presque 10 km, elle se jette dans l'Oise au niveau du quai Arsène Berdin, dans la commune voisine de Pont-Sainte-Maxence. Dans la commune des Ageux, ce cours d'eau difflue en deux bras : le ru de Popincourt, lequel, du nord-est au sud-ouest, relie la route départementale 1017 au village de Brenouille où il rejoint l'Oise et le Grand Fossé, ou rivière des Ageux, sensiblement parallèle, qui passe au sud des maisons du centre du village. Ce dernier bras naît dans la partie est du village (rue des Pommiers) et se jette dans l'Oise dans la zone industrielle de Pont-Sainte-Maxence. Quelques mares se trouvent sur le territoire, notamment au pied de la butte des Grands Monts et sur la rive gauche du ru de Popincourt. Ce dernier traverse le territoire communal et se jette dans l'Oise à Brenouille.
Le centre et le sud-est du territoire se situent au-dessus de plusieurs nappes phréatiques sous-affleurantes. Un château d'eau, rue Patrick-Simiand, alimente en eau la commune.

### Climat
Pour des articles plus généraux, voir Climat des Hauts-de-France et Climat de l'Oise.
En 2010, le climat de la commune est de type climat océanique dégradé des plaines du Centre et du Nord, selon une étude du CNRS s'appuyant sur une série de données couvrant la période 1971-2000. En 2020, Météo-France publie une typologie des climats de la France métropolitaine dans laquelle la commune est dans une zone de transition entre le climat océanique et le climat océanique altéré et est dans la région climatique Nord-est du bassin Parisien, caractérisée par un ensoleillement médiocre, une pluviométrie moyenne régulièrement répartie au cours de l’année et un hiver froid (3 °C).
Pour la période 1971-2000, la température annuelle moyenne est de 11 °C, avec une amplitude thermique annuelle de 15,1 °C. Le cumul annuel moyen de précipitations est de 658 mm, avec 10,4 jours de précipitations en janvier et 7,9 jours en juillet. Pour la période 1991-2020, la température moyenne annuelle observée sur la station météorologique la plus proche, située dans la commune de Creil à 10 km à vol d'oiseau, est de 11,2 °C et le cumul annuel moyen de précipitations est de 662,2 mm,. Pour l'avenir, les paramètres climatiques de la commune estimés pour 2050 selon différents scénarios d'émission de gaz à effet de serre sont consultables sur un site dédié publié par Météo-France en novembre 2022.

### Milieux naturels et biodiversité
Hormis le bâti, qui occupe 72 hectares de la commune (14 %), le territoire se compose majoritairement d'espaces boisés (42.7 %). Situés au nord du territoire, entre le village et la butte des Grands Monts ainsi qu'à proximité de Pont-Sainte-Maxence, ils s'étendent sur près de 220 hectares. Les cultures composent 31 % de la surface sur 159 hectares, les espaces herbacés humides rassemblent 10 hectares et 13 hectares sont constitués de landes. L'ensemble des terrains nus, marais et zones humides totalise un hectare, entre la D 200 et la butte des Grands Monts, ainsi que sur les rives du ruisseau de Popincourt.
La butte sableuse des Grands Monts, située à proximité immédiate des marais de Sacy-le-Grand, est inscrite en zone Natura 2000, en zone importante pour la protection des oiseaux (ZICO) et classée en Zone naturelle d'intérêt écologique, faunistique et floristique de type 1. L'ancien lac de Longa Aqua est devenu une immense tourbière, le marais de Sacy-le-Grand actuel. Ce lac, appelé « la Grande Mer », soumis directement aux débordement de l'Oise, a été peu à peu remblayé par leurs apports, s'asséchant et finalement donnant le sol que nous voyons aujourd'hui. La butte des Grands Monts constitue des corridors écologiques potentiels.
Le territoire communal est partiellement inclus dans la Zone naturelle d'intérêt écologique, faunistique et floristique (ZNIEFF) des « Marais de Sacy-le-Grand et buttes sableuses des Grands Monts », classée également zone Natura 2000 et zone importante pour la protection des oiseaux (ZICO). D'une superficie de 1 655 hectares, elle couvre sur le territoire des Ageux toute la partie nord qui est boisée et connue sous le nom de « bois des Ageux ». Cette ZNIEFF abrité plusieurs espèces protégées comme la Fougère des marais (Thelypteris palustris), le Jonc bulbeux (Juncus bulbosus), la Gentiane pneumonanthe (Gentiana pneumonanthe), la Bondrée apivore (Pernis apivorus), le Martin-pêcheur d'Europe (Alcedo atthis) et le Cerf élaphe (Cervus elaphus),.

Faune et flore des Marais de Sacy-le-Grand et buttes sableuses des Grands Monts (sélection).
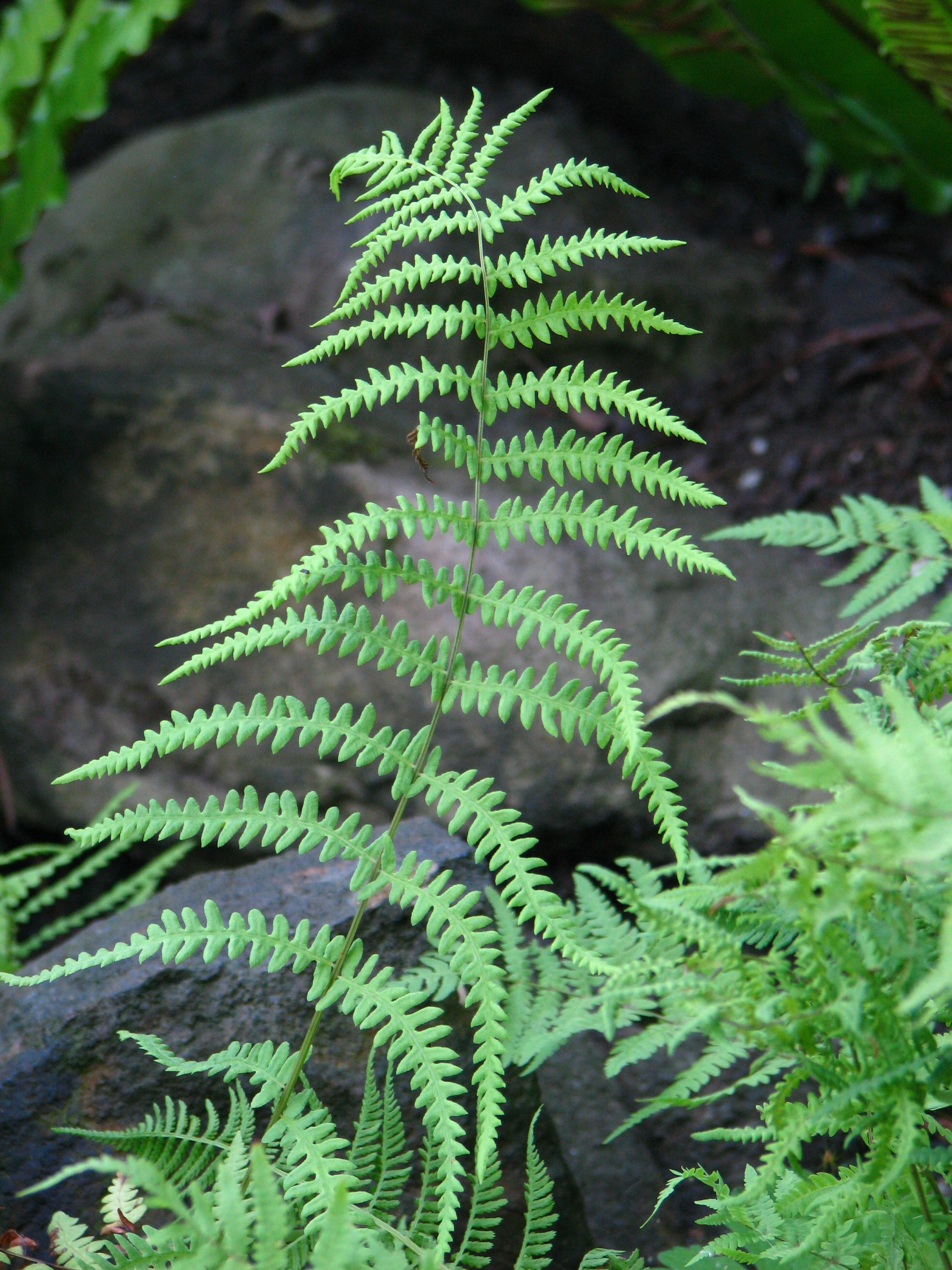
Fougère des marais.
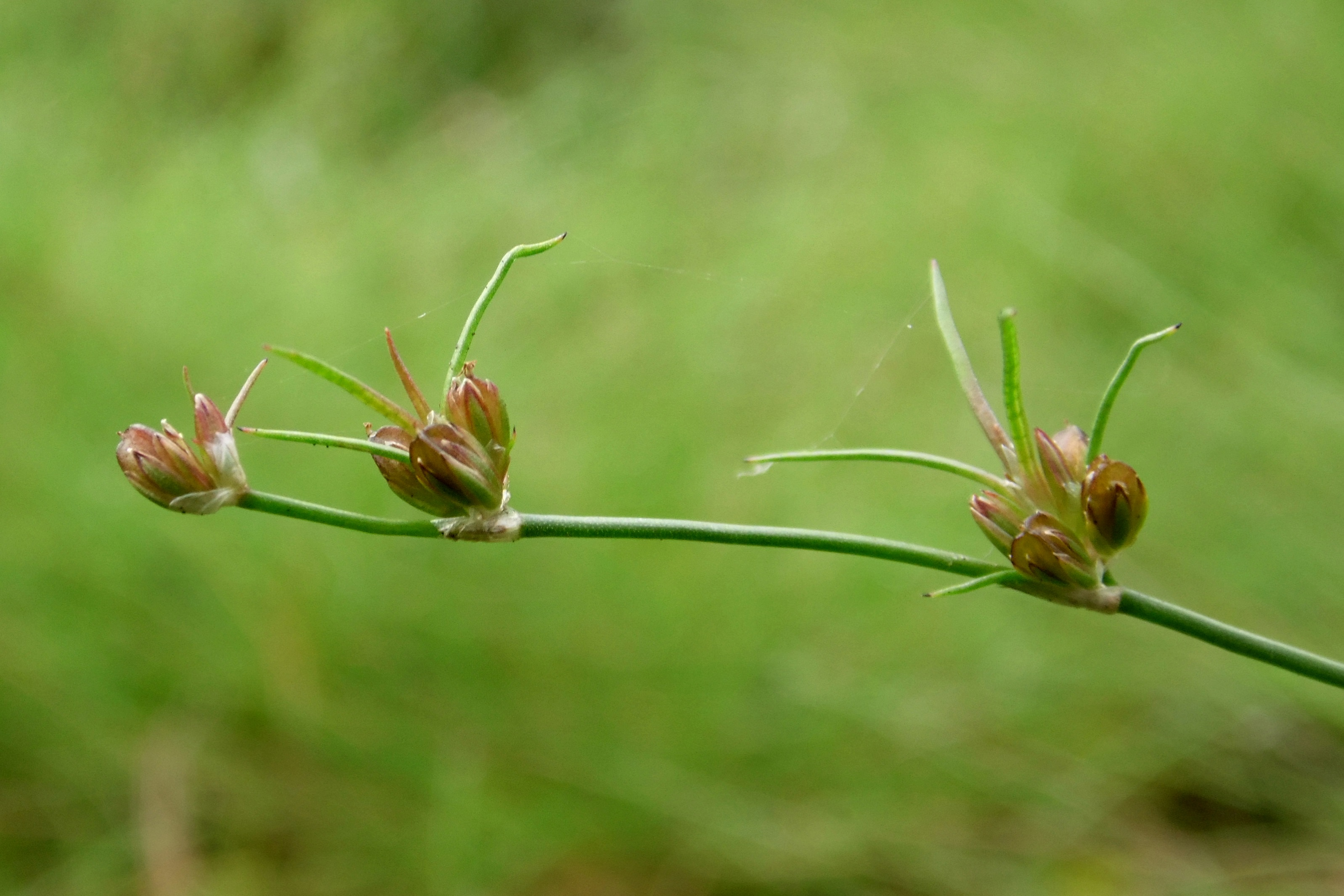
Jonc bulbeux.
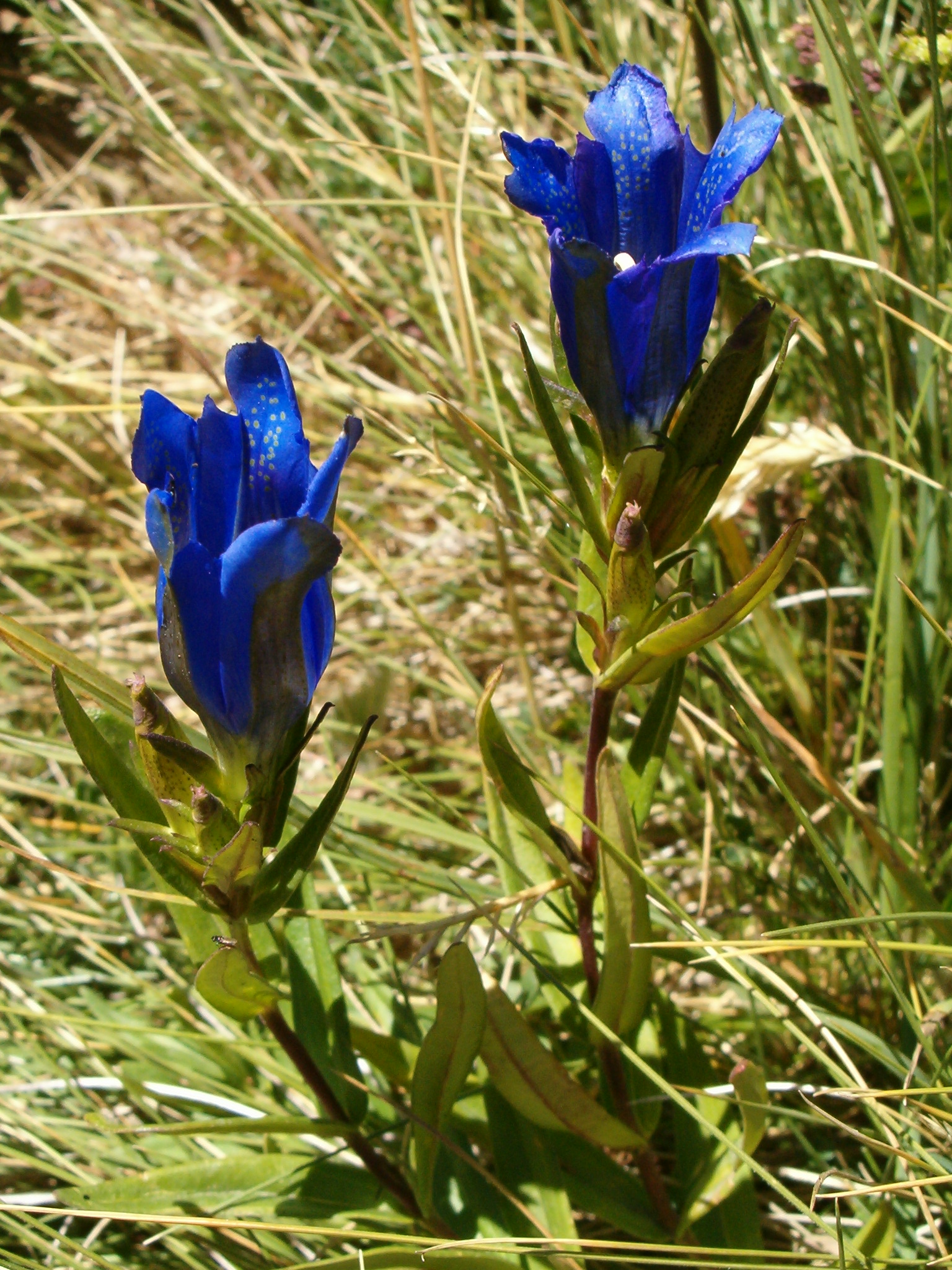
Gentiane pneumonanthe.
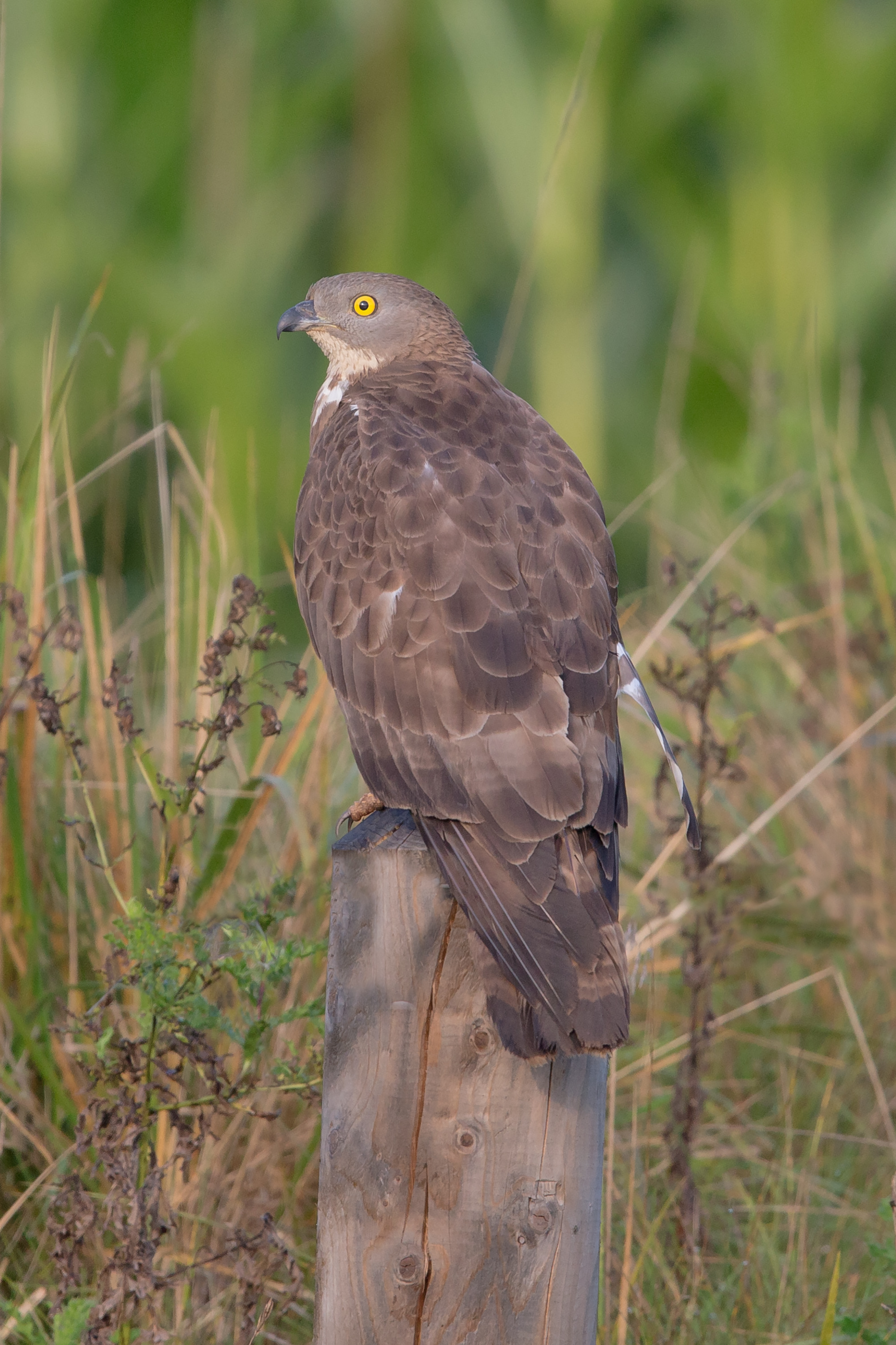
Bondrée apivore.
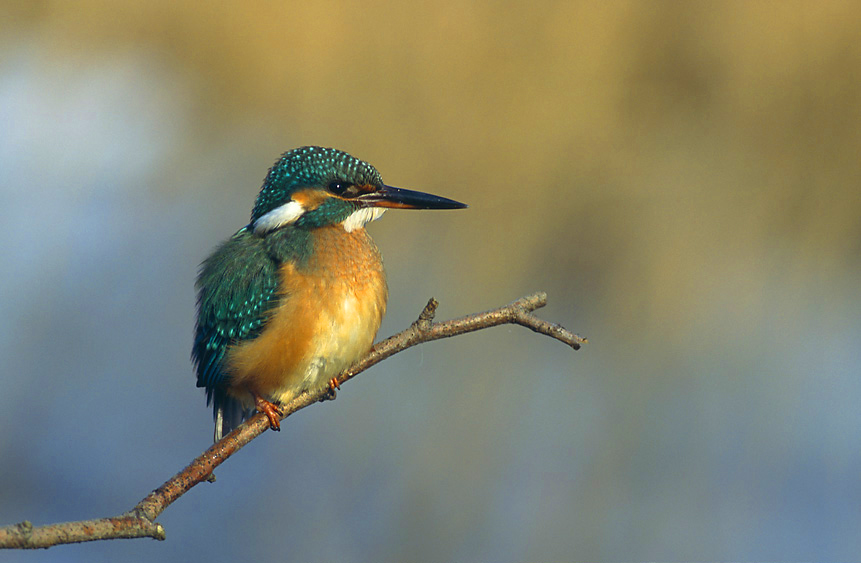
Martin-pêcheur d'Europe.
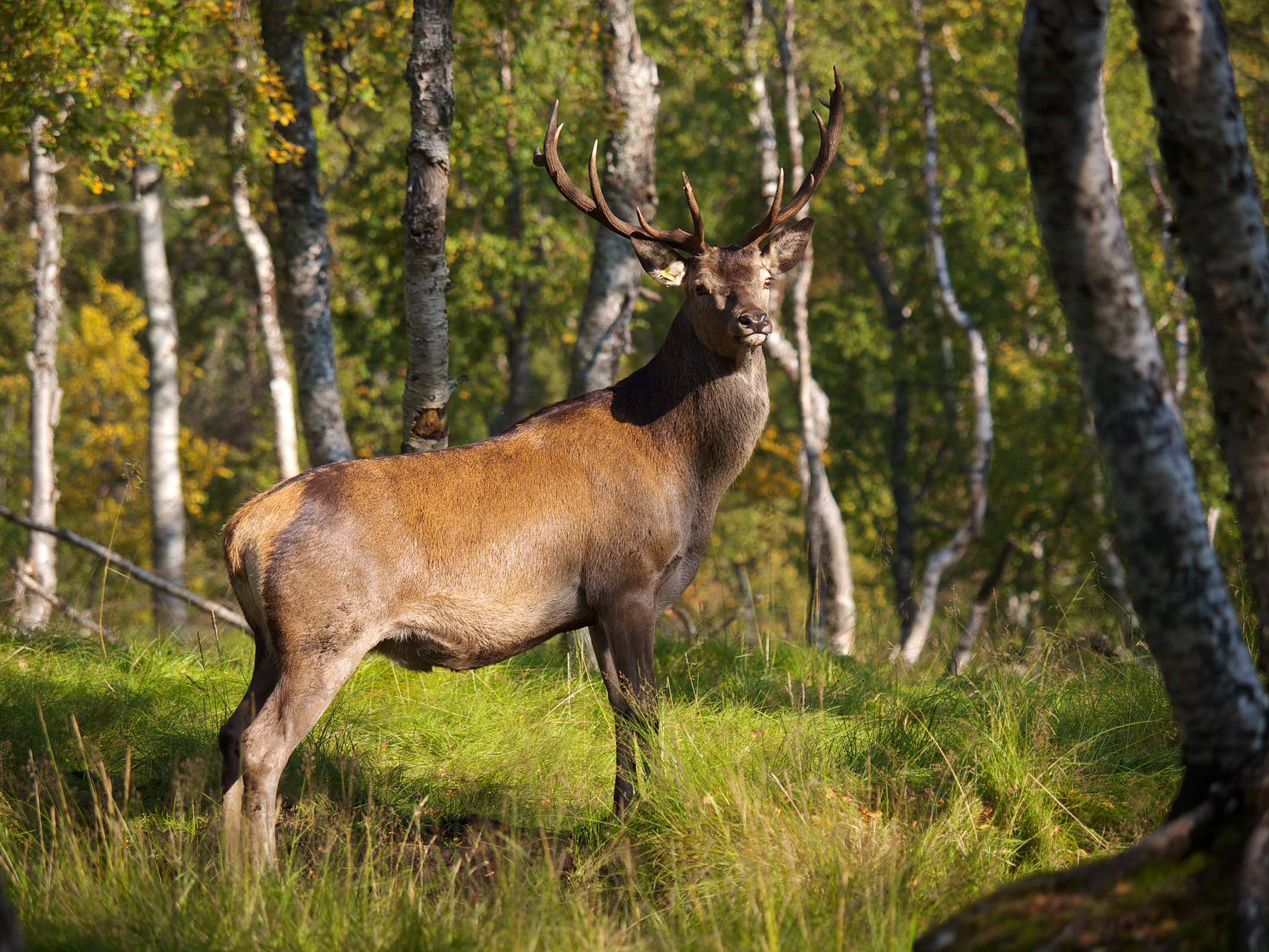
Cervus elaphus.

## Urbanisme

### Typologie
Au 1er janvier 2024, Les Ageux sont catégorisés ceinture urbaine, selon la nouvelle grille communale de densité à sept niveaux définie par l'Insee en 2022.
Elle appartient à l'unité urbaine de Pont-Sainte-Maxence, une agglomération intra-départementale regroupant quatre  communes, dont elle est une commune de la banlieue,,.
Par ailleurs la commune fait partie de l'aire d'attraction de Paris, dont elle est une commune de la couronne,.

### Occupation des sols

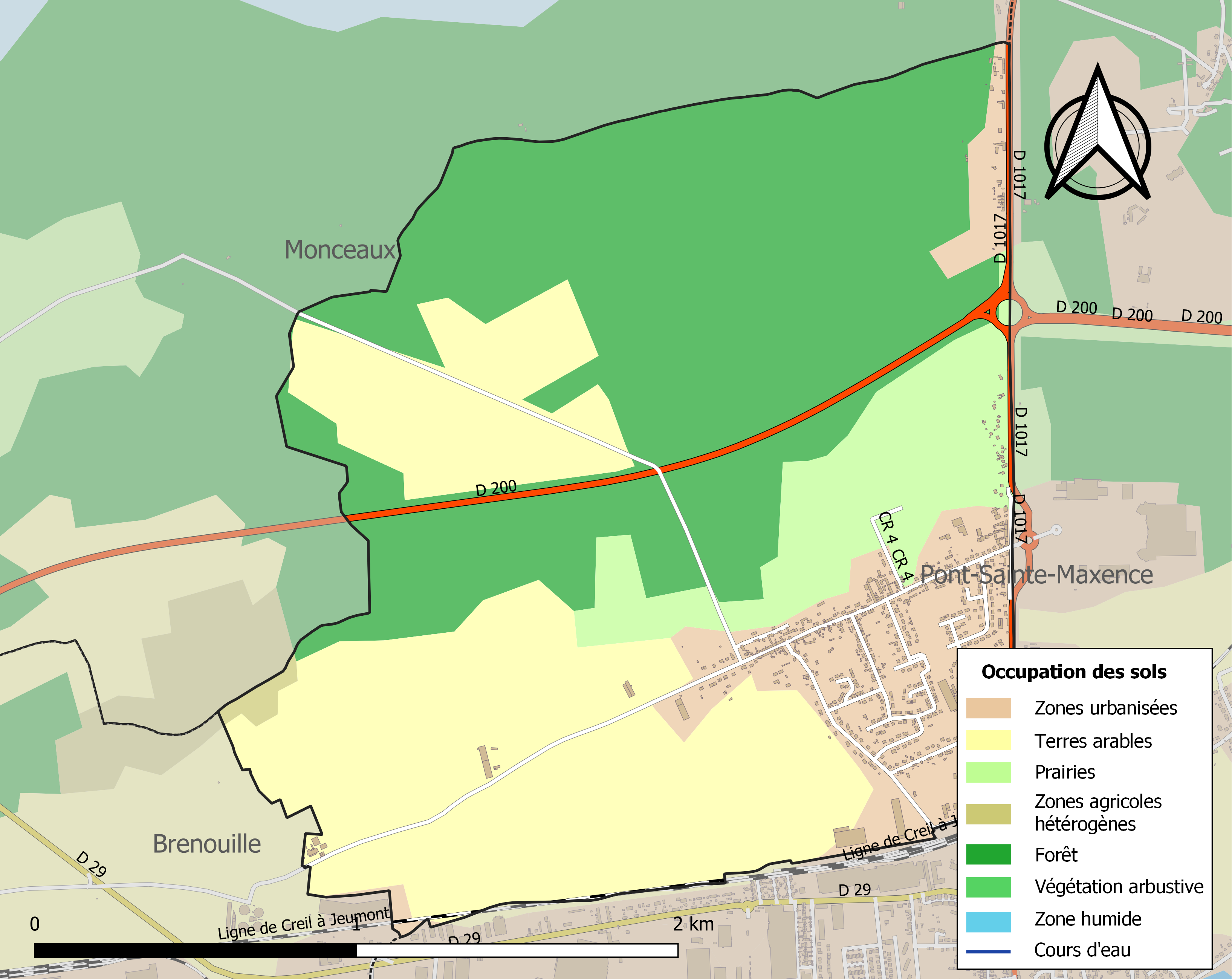
Carte des infrastructures et de l'occupation des sols de la commune en 2018 (CLC).

L'occupation des sols de la commune, telle qu'elle ressort de la base de données européenne d’occupation biophysique des sols Corine Land Cover (CLC), est marquée par l'importance des territoires agricoles (44,5 % en 2018), une proportion identique à celle de 1990 (44,5 %).
La répartition détaillée en 2018 est la suivante : forêts (41,6 %), terres arables (34,2 %), zones urbanisées (13,8 %), prairies (9,7 %), zones agricoles hétérogènes (0,6 %), zones industrielles ou commerciales et réseaux de communication (0,1 %).
L'évolution de l’occupation des sols de la commune et de ses infrastructures peut être observée sur les différentes représentations cartographiques du territoire : la carte de Cassini (XVIIIe siècle), la carte d'état-major (1820-1866) et les cartes ou photos aériennes de l'IGN pour la période actuelle (1950 à aujourd'hui).

### Morphologie urbaine
Le territoire des Ageux permet de distinguer trois parties :
- au nord, un espace boisé ;
- à l'ouest, un espace agricole ;
- à l'est, la zone urbanisée qui se caractérise par un habitat individuel et la présence d'activités en lien avec la zone d'activités de Pont-Sainte-Maxence[21].

Le village est regroupé au sud-est du territoire communal, le long de l'ancienne route nationale et de la voie ferrée. Le centre du village s'est construit à proximité, sur une route qui part en direction de Brenouille.

### Lieux-dits, hameaux et écarts
Hormis le chef-lieu, la commune se compose d'un unique écart : le Rocher, sur la route départementale 1017, au nord-est du territoire. L'écart de la Maison blanche est réuni au village.
Les écarts de Picquemal et de la Maison Blanche tendent à se réunir au chef-lieu par la suite de constructions individuelles nouvelles qui se sont multipliées. Mais le nom de Longueau est toujours donné à l'ensemble des maisons voisines de la D 1017, qui appartiennent aux Ageux, à Monceaux, Sacy-le-Grand et Saint-Martin-Longueau.

### Habitat et logement
En 2021, le nombre total de logements dans la commune était de 503, alors qu'il était de 481 en 2016 et de 464 en 2011. Parmi ces logements, 91,2 % étaient des résidences principales, 1,2 % des résidences secondaires et 7,6 % des logements vacants. Ces logements étaient pour 95,4 % d'entre eux des maisons individuelles et pour 4,4 % des appartements. Le tableau ci-dessous présente la typologie des logements aux Les Ageux en 2021 en comparaison avec celle de l'Oise et de la France entière. Une caractéristique marquante du parc de logements est ainsi la faible proportion des résidences secondaires et logements occasionnels (1,2 %) par rapport au département (2,4 %) et à la France entière (9,7 %). 
| Typologie                                               | Les Ageux | Oise | France entière |
| ------------------------------------------------------- | --------- | ---- | -------------- |
| Résidences principales (en %)                           | 91,2      | 90,5 | 82,2           |
| Résidences secondaires et logements occasionnels (en %) | 1,2       | 2,4  | 9,7            |
| Logements vacants (en %)                                | 7,6       | 7    | 8,1            |

### Voies de communications et transports

#### Infrastructure routière
La commune se trouve limitée à l'est par l'ancienne route nationale 17 (actuelle route départementale 1017), à grand trafic que bordent de nombreuses maisons du village, et qui la sépare de Pont-Sainte-Maxence.
Une autre route départementale importante, dite Voie Industrielle de la rive droite de l'Oise, se trouve sur le territoire. Elle réunit les anciennes routes nationales 1, 16 et 17 déclassées respectivement en D 1001, D 1016 et D 1017 depuis Persan-Beaumont, par Saint-Leu-d'Esserent, Montataire, Nogent-sur-Oise, Villers-Saint-Paul et Rieux, et qui se prolonge jusqu'à l'autoroute A1 et Compiègne.
L'ancien tracé de la route départementale 29, qui traversait la rue principale du village, a été dévié au sud par la zone industrielle de Pont-Sainte-Maxence.
La route départementale 1017 relie également le chef-lieu aux hameaux de la maison Blanche et du Rocher. Les rues Louis-Drouart et Michel-Petit, au départ de la RD 1017, constituent la rue principale du village et se prolongent vers Brenouille. La voie du chemin de Monceaux rejoint le village du même nom, en croisant la D 200.
Une piste cyclable a été aménagé le long de la D 1017. La variante de l'avenue verte London-Paris l'emprunte.

#### Transports en commun

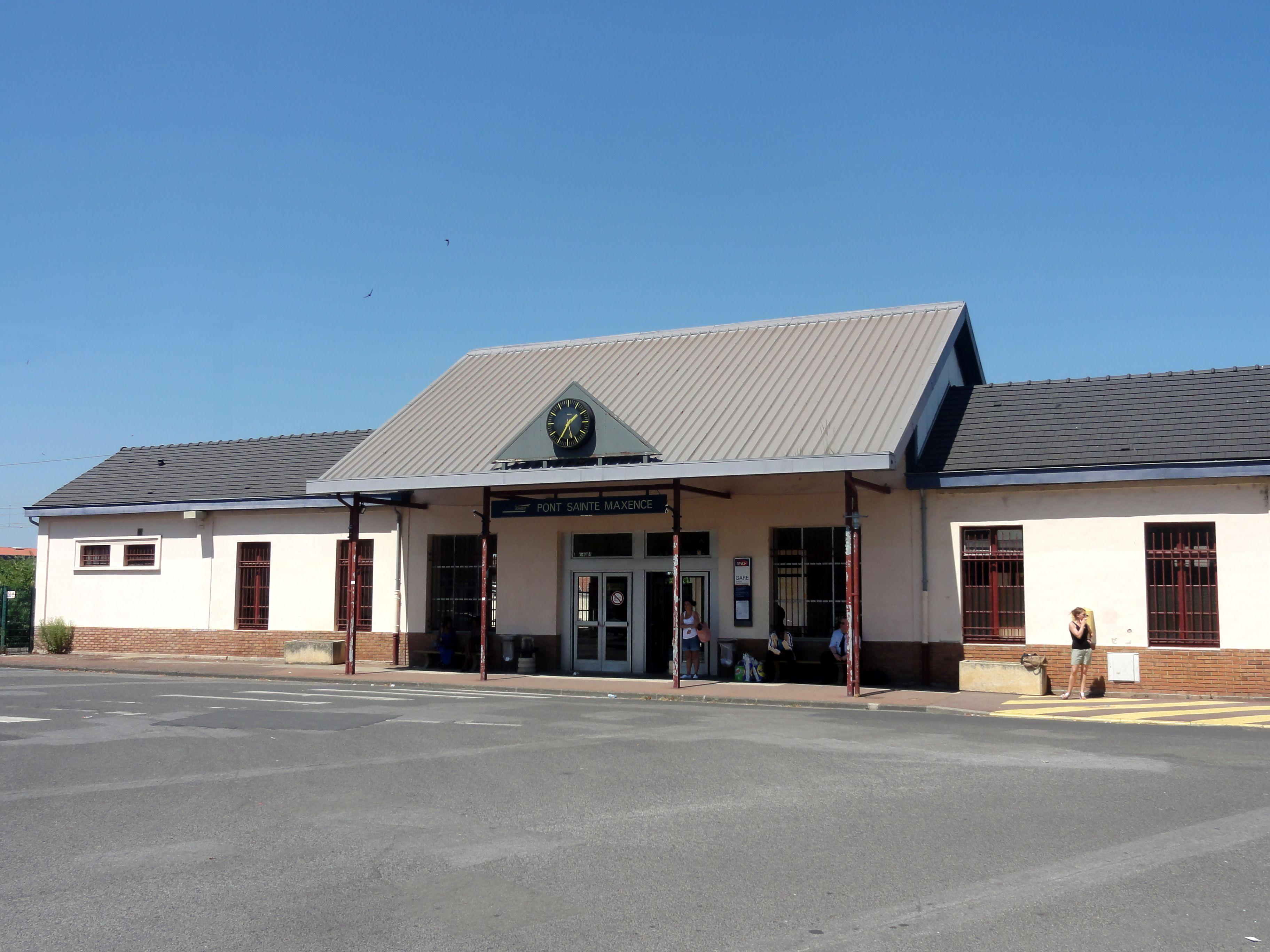
La gare de Pont-Sainte-Maxence.

La gare de Pont-Sainte-Maxence est située immédiatement en bordure de la commune, sur la ligne de Creil à Jeumont, qui constitue la limite communale méridionale.
La commune est desservie, en 2023, par les lignes 638, 6209 et 6215 du réseau interurbain de l'Oise ainsi que par le service de transport à la demande TAD'OHM du réseau TOHM.

### Risques naturels et technologiques
Les Ageux font partie de la zone inondable de l'Oise aux côtés des communes jouxtant l'Oise dans le département. L'atlas de zone inondable a été diffusé le 23 mars 2004. La commune a fait l'objet d'un seul arrêté de catastrophe naturelle en 1999 pour des inondations. La localité adhère au plan de prévention du risque inondation (PPRI) de Brenouille-Boran-sur-Oise. L'ouest du territoire communal est situé en zone rouge mais ce secteur n'est pas bâti. Une partie du sud du territoire communal, dans le village, est placée en zone bleue ; les constructions sont possibles sous certaines conditions.
Les Ageux sont également exposés à l'aléa retrait-gonflement des argiles. Le nord du territoire communal, non bâti, est exposé à un aléa fort tandis que le reste du territoire, dont le village et les abords de l'ancienne route nationale, est exposé à un aléa faible et moyen.
Les Ageux sont situés en zone de sismicité très faible de niveau 1 sur une échelle de 1 à 5 tout comme le reste de l'Oise.
L'entreprise Hüttenes Albertus, située dans la zone industrielle de Pont-Brenouille, a été classée Seveso niveau haut en mai 2000. Sa présence a nécessité la mise en place d'un plan de prévention des risques technologiques (PPRT) pour les communes de Beaurepaire, Brenouille, Pont-Sainte-Maxence et Les Ageux. Les activités de cette entreprise sont susceptibles d'engendrer des risques d'incendie et de diffusions de vapeurs toxiques et nocives.

## Toponymie
La commune des Ageux a porté les noms de Aiou en 1220, Aioio en 1225, Agoio en 1226, Agyeu en 1275, Ajeu en 1303, Agueu en 1363 et Agieu en 1380.
 
Issu de la racine ajeu en langue d'oïl, ce nom signifie « lieu bas et boisé, couvert, ».
Maurice Lebègue et Jacques Chaurand suggèrent le rapprochement avec Ajou dans l'Eure signifiant « le lieu où poussent les ajoncs », explication contestable.

## Histoire

### Préhistoire
Les Ageux n'ont longtemps été qu'un hameau de Brenouille, mais la première agglomération devrait être ancienne. Dans le sable, à proximité de la D 1017 a été découvert des silex taillés, qui ne semblent pas avoir été préparés sur place, car il n'a pas été trouvé des déchets de taille.

### Antiquité
Plus tard, il y a eu un établissement important entre le village et l'Oise. Les archéologues y ont retiré en 1839 de grandes amphores, des ustensiles en bronze. En 1842, ce furent des poteries, briques romaines, fragments d'objets en fer, d'armes en bronze. Outre des marmites et tasses, il a été extrait du sol les deux parties d'une meule de poudingue. Les Ageux ont vu passer des troupes qui traversèrent l'Oise à Pont-Sainte-Maxence, se dirigeant vers le nord, car l'actuelle route départementale 1017 a pris la place d'un vieux chemin presque plat et relativement sec, alors que les vallées de la Brêche et du Thérain ont longtemps été des marécages où il était difficile de pénétrer. L'ancien lac de Longa Aqua, au nord, a permis aux armées romaines d'amener des barques jusqu'au port qu'elles avaient créé à l'extrémité de cette étendue d'eau, près de Labruyère. Par là, elles communiquaient avec la Seine. Les lieux-dits « la Grande Mer » et « les Terres de la Mer » existent toujours sur le cadastre.

### Moyen Âge
Il n'y a pas eu de seigneurie particulière aux Ageux. La terre dépendait de Brenouille, qui a appartenu très longtemps au domaine royal, et également à l'abbaye de Saint-Denis. Mais les relations entre Les Ageux et Brenouille ont souvent été suspendues jusqu'à ce que la plaine soit asséchée.

### Temps modernes

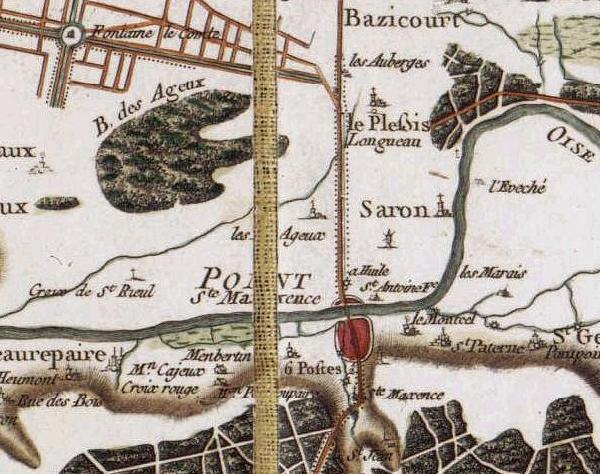
La commune sur la carte de Cassini, représentée en tant que hameau.

L'édit de pacification de Charles IX désigne Brenouille comme un des lieux de bailliage où les protestants peuvent exercer leur culte. La population, soutenue par la juridiction de la Mairie Royale de la ville de Brenouille, refuse leur établissement dans le chef-lieu. Ils s'installent alors aux Ageux où il n'existait encore que quelques chaumières et une ancienne maladrerie. Le village s'agrandit bientôt par leurs soins, mais il décline après la révocation de l'Édit de Nantes, survenue le 18 octobre 1685. Toutefois, quelques familles continuent d'y demeurer et d'y exercer le culte protestant.

### Révolution française et Empire
En 1790, le hameau des Ageux, qui s'est relevé, prend sans opposition la qualité de commune.
En [1806, certaines maisons situées sur la grande route (ancienne route nationale 17, alors route impériale) sont léguées de Monceaux et réunies aux Ageux[réf. nécessaire].

### Époque contemporaine
Les Ageux sont réunis en 1826 avec Le Plessis-Longueau à Sarron, mais redevient commune de plein exercice le 15 septembre 1833.
L'ordonnance datant du 10 octobre 1831 permet la création d'un oratoire protestant. C'est alors le seul établissement religieux non catholique de l'Oise. On y joint un cimetière pour le culte réformé l'année suivante. Jusqu'en 1832, les inhumations des protestants se font dans les propriétés particulières et celles des catholiques à Brenouille. Il est remplacé par un temple construit en 1938 à Creil. Une école libre protestante de deux classes existe aux Ageux jusqu'en 1874. Une église catholique est construite, au XIXe siècle, dans la rue principale du village. Le travail était presque entièrement agricole.
Tout au long du XIXe siècle, la proximité de Pont-Sainte-Maxence et les difficultés de liaisons avec Liancourt font que la population ageoise veut être rattachée administrativement au canton de Pont-Sainte-Maxence. En 1867, le conseil municipal demande que la commune soit rattachée au canton mais la demande est rejetée pour le motif qu'une telle initiative pourrait amener d'autres communes à faire la même demande et bouleverserait la carte départementale.
Pendant la Seconde Guerre mondiale, la commune est libérée de la domination allemande le 1er septembre 1944.

## Politique et administration

### Rattachements administratifs et électoraux
Rattachements administratifs
La commune se trouve depuis 1942 dans l'arrondissement de Clermont du département de l' Oise.
Elle faisait partie depuis 1803 du canton de Liancourt. Dans le cadre du redécoupage cantonal de 2014 en France, cette circonscription administrative territoriale a disparu, et le canton n'est plus qu'une circonscription électorale.
Rattachements électoraux
Pour les élections départementales, la commune fait partie depuis 2014 du canton de Pont-Sainte-Maxence
Pour l'élection des députés, elle fait partie de la septième circonscription de l'Oise.

### Intercommunalité
Les Ageux font partie de la communauté de communes des pays d’Oise et d’Halatte (CCPOH), un établissement public de coopération intercommunale (EPCI) à fiscalité propre créé fin 1997.
En 2024, la commune est également membre d'autres structures intercommunales :
- Syndicat des énergies des zones Est de l'Oise :
- Synicat de communes pour le transport et le traitement des eaux usées de la région de Pont-Sainte-Maxence ;
- Syndicat mixte des eaux de la région de Saint-Martin-Longueau

### Tendances politiques et résultats
Il n'y a pas de tendance politique claire qui se dégage dans l'électorat ageois. Les électeurs favorisent tantôt le candidat de droite tantôt le candidat de gauche, indépendamment du scrutin. Les électeurs favorisent toujours le candidat qui sort vainqueur de l'élection.

### Administration municipale
Le nombre d'habitants lors des derniers recensements étant compris entre 500 et 1 499 habitants, le nombre de membres du conseil municipal est de 15.

### Liste des maires
| Période                                  | Période       | Identité              | Étiquette | Qualité                                                                                            |
| ---------------------------------------- | ------------- | --------------------- | --------- | -------------------------------------------------------------------------------------------------- |
| Les données manquantes sont à compléter. |               |                       |           | |
| 1838                                     | 1848          | Pierre Temps          |           | |
| 1848                                     | 1850          | Armand Granger        |           | |
| 1850                                     | 1864          | Ducastel              |           | |
| 1876                                     | 1888          | Charles Dupuis        |           | |
| 1929                                     | 1935          | Charles Clovis Dupuis |           | |
| 1935                                     | 1938          | Albert Senay          |           | |
| 1938                                     | 1945          | Charles Clovis Dupuis |           | |
| 1945                                     | 1947          | Kléber Obry           |           | |
| 1947                                     | 1960          | Charles Clovis Dupuis |           | |
| 1960                                     | 1971          | Adonis Bricogne       |           | |
| 1971                                     | 1995          | Jean Brassart         |           | |
| 1995                                     | 2001          | Maurice Segalas       |           | |
| mars 2001                                | mai 2020      | Dominique Nagy        |           | Retraité                                                                                           |
| mai 2020,                                | décembre 2024 | Eric Warlouzet        |           | Vice-président de la CC des pays d'Oise et d'Halatte (2008 → 2014 et 2020 → 2024) Mort en fonction |

## Équipements et services publics

### Eau et déchets
Le Syndicat mixte des eaux de la région de Saint-Martin-Longueau assure la production et la distribution en eau potable pour la commune des Ageux. Aucun forage n'est présent sur le territoire communal.
L'assainissement des eaux usées des Ageux est assurée de manière collective par une station d'épuration d'une capacité de 37 650 EH (équivalent-habitant) située dans la commune de Brenouille. Le rejet des eaux usées a lieu dans l'Oise. La communauté de communes assure quant à elle le contrôle de l'assainissement non collectif des eaux usées.
La gestion des déchets  est assurée par la communauté de communes des pays d'Oise et d'Halatte. La collecte des ordures ménagères a lieu tous les jeudis aux Ageux.
La déchetterie la plus proche est située dans la commune voisine de Brenouille, dans la zone industrielle Pont-Brenouille.

### Enseignement
Les Ageux dépendent de l'académie d'Amiens et de l'inspection académique de l'Oise.
En 2024/2025, les enfants de la commune sont scolarisés à l'école Adonis Bricogne Cuignières, 18 bis rue Louis Drouart, qui accueille les enfants dès l'âge de troix ans, et qui compte 111 élèves, dotée d'une bibliothèque scolaire, d'activités périscolaires et d'une cantine.
Les collèges les plus proches sont à Pont-Sainte-Maxence, avec un collège public (collège Lucie-et-Raymond-Aubrac) et un privé (collège Saint-Joseph du Moncel). Les enfants des Ageux peuvent également se rendre au collège public René-Cassin de Brenouille.
Les lycées les plus proches se situent dans l'agglomération creilloise : à Creil avec un lycée d'enseignement général public et un lycée d'enseignement professionnel ; à Nogent-sur-Oise avec un lycée d'enseignement général public et un lycée d'enseignement professionnel et à Montataire avec un lycée d'enseignement général public et un lycée d'enseignement professionnel.

### Santé  et solidarité
En 2025, aucun professionnel de santé n'est installé aux Ageux. Les praticiens les plus proches exercent à Pont-Sainte-Maxence. Les hôpitaux les plus proches sont situés à Senlis et à Creil.
L'Institut médico-professionnel de la Nouvelle Forge (IMPro), transféré en 2016 de Longueil-Annel aux Ageux, accueille des jeunes concernés par une déficience intellectuelle légère ou une forme d'autisme afin de leur permettre d'occuper un poste de travail adapté à leurs capacités,.

### Postes et télécommunications
Les Ageux est rattaché au bureau de poste de Pont-Sainte-Maxence.

### Justice, sécurité, secours et défense
Les Ageux relèvent du tribunal d'instance de Beauvais, du tribunal de grande instance de Beauvais, de la cour d'appel d'Amiens, du tribunal pour enfants de Beauvais, du conseil de prud'hommes de Beauvais, du tribunal de commerce de Beauvais, du tribunal administratif d'Amiens et de la cour administrative d'appel de Douai.
La commune relève de la brigade de gendarmerie de Brenouille.
Le centre d'incendie et secours le plus proche est à Pont-Sainte-Maxence

## Population et société

### Démographie
Les habitants de la commune sont appelés les Ageois.

#### Évolution démographique
L'évolution du nombre d'habitants est connue à travers les recensements de la population effectués dans la commune depuis 1793. Pour les communes de moins de 10 000 habitants, une enquête de recensement portant sur toute la population est réalisée tous les cinq ans, les populations de référence des années intermédiaires étant quant à elles estimées par interpolation ou extrapolation. Pour la commune, le premier recensement exhaustif entrant dans le cadre du nouveau dispositif a été réalisé en 2005.

En 2022, la commune comptait 1 147 habitants, en évolution de −2,96 % par rapport à 2016 (Oise : +0,87 %, France hors Mayotte : +2,11 %).
| 1793 | 1800 | 1806 | 1821 | 1836 | 1841 | 1846 | 1851 | 1856 |
| ---- | ---- | ---- | ---- | ---- | ---- | ---- | ---- | ---- |
| 227  | 248  | 255  | 228  | 262  | 281  | 274  | 276  | 256  |

| 1861 | 1866 | 1872 | 1876 | 1881 | 1886 | 1891 | 1896 | 1901 |
| ---- | ---- | ---- | ---- | ---- | ---- | ---- | ---- | ---- |
| 264  | 255  | 252  | 261  | 253  | 258  | 261  | 251  | 282  |

| 1906 | 1911 | 1921 | 1926 | 1931 | 1936 | 1946 | 1954 | 1962 |
| ---- | ---- | ---- | ---- | ---- | ---- | ---- | ---- | ---- |
| 254  | 283  | 292  | 314  | 326  | 410  | 427  | 523  | 673  |

| 1968 | 1975 | 1982 | 1990  | 1999  | 2005  | 2006  | 2010  | 2015  |
| ---- | ---- | ---- | ----- | ----- | ----- | ----- | ----- | ----- |
| 729  | 769  | 857  | 1 008 | 1 158 | 1 161 | 1 154 | 1 129 | 1 147 |

| 2020  | 2022  | - | - | - | - | - | - | - |
| ----- | ----- | - | - | - | - | - | - | - |
| 1 143 | 1 147 | - | - | - | - | - | - | - |

La population stagne autour de 200 habitants au XIXe siècle mais s'accroît après la Seconde Guerre mondiale pour atteindre 1 100 habitants au début du XXIe siècle.

#### Pyramide des âges
En 2018, le taux de personnes d'un âge inférieur à 30 ans s'élève à 31,2 %, soit en dessous de la moyenne départementale (37,3 %). À l'inverse, le taux de personnes d'âge supérieur à 60 ans est de 29,6 % la même année, alors qu'il est de 22,8 % au niveau départemental.
En 2018, la commune comptait 571 hommes pour 596 femmes, soit un taux de 51,07 % de femmes, légèrement inférieur au taux départemental (51,11 %).
Les pyramides des âges de la commune et du département s'établissent comme suit.
| Hommes | Classe d’âge | Femmes |
| ------ | ------------ | ------ |
| 0,4    | 90 ou +      | 0,9    |
| 7,9    | 75-89 ans    | 10,3   |
| 19,9   | 60-74 ans    | 20,0   |
| 25,0   | 45-59 ans    | 21,4   |
| 14,1   | 30-44 ans    | 17,6   |
| 15,0   | 15-29 ans    | 12,8   |
| 17,7   | 0-14 ans     | 17,0   |

| Hommes | Classe d’âge | Femmes |
| ------ | ------------ | ------ |
| 0,5    | 90 ou +      | 1,4    |
| 5,5    | 75-89 ans    | 7,6    |
| 15,6   | 60-74 ans    | 16,3   |
| 20,8   | 45-59 ans    | 20     |
| 19,4   | 30-44 ans    | 19,4   |
| 17,6   | 15-29 ans    | 16,2   |
| 20,6   | 0-14 ans     | 19,1   |

### Sports et loisirs
Les Ageux dispose d'un complexe sportif composé de trois terrains de football, une salle de tennis de table, un court de tennis, un terrain de boules et un plateau sportif pour pratiquer le basketball et le handball.

### Vie associative
Les Ageux comptent trois associations à caractère culturel, une dans la pratique de loisirs et deux dans l'animation.

### Cultes
Les Ageux dépendent de la paroisse catholique de Pont-Sainte-Maxence au sein du diocèse de Beauvais, Noyon et Senlis, suffragant de l'archidiocèse de Reims. Le lieu de culte des Ageux est l'église Saint-Georges.

## Économie

### Revenus de la population et fiscalité
En 2011, le revenu fiscal médian par ménage était de 37 635 €, ce qui plaçait Les Ageux au 4942e rang parmi les 31 886 communes de plus de 49 ménages en métropole.

### Emploi
En 2016, la population âgée de 15 à 64 ans s'élevait à 779 personnes, parmi lesquelles on comptait 73,2 % d'actifs dont 64,3 % ayant un emploi et 8,8 % de chômeurs. En 2016, 11,4 % des actifs ayant un emploi et résidant dans la commune travaillaient aux Ageux contre 88,6 dans une autre commune.
On comptait 276 emplois dans la commune en 2016, contre 254 en 2011. Le nombre d'actifs ayant un emploi résidant dans la commune étant de 506, l'indicateur de concentration d'emploi est de 54,7 %, ce qui signifie que la commune offre approximativement un peu plus d'un emploi pour deux Ageois actifs.

### Entreprises et commerces
Au 31 décembre 2015, Les Ageux comptaient 61 établissements : 2 dans l’agriculture-sylviculture-pêche, 3 dans l'industrie, 19 dans la construction, 34 dans le commerce-transports-services divers et 3 étaient relatifs au secteur administratif. En 2018, 10 entreprises ont été créées aux Ageux, dont 5 par des autoentrepreneurs.
Le tableau ci-dessous détaille la répartition des entreprises implantées aux Ageux en fonction de leur secteur d'activité et du nombre de salariés : 
|                                                              | Total | %     | 0 salarié | 1 à 9 salariés | 10 à 19 salariés | 20 à 49 salariés | 50 salariés ou plus |
| ------------------------------------------------------------ | ----- | ----- | --------- | -------------- | ---------------- | ---------------- | ------------------- |
| Ensemble                                                     | 61    | 100,0 | 45        | 12             | 1                | 3                | 0                   |
| Agriculture, sylviculture et pêche                           | 2     | 3,3   | 2         | 0              | 0                | 0                | 0                   |
| Industrie                                                    | 3     | 4,9   | 1         | 2              | 0                | 0                | 0                   |
| Construction                                                 | 19    | 31,1  | 13        | 4              | 0                | 2                | 0                   |
| Commerce, transports, services divers                        | 34    | 55,7  | 28        | 5              | 0                | 1                | 0                   |
| dont commerce et réparation automobile                       | 13    | 21,3  | 10        | 3              | 0                | 0                | 0                   |
| Administration publique, enseignement, santé, action sociale | 3     | 4,9   | 1         | 1              | 1                | 0                | 0                   |
| Champ : ensemble des activités.                              |       |       |           |                |                  |                  |                     |

L'essentiel de l'activité économique est occupé par des entreprises du secteur tertiaire. Le secteur primaire — agriculture, sylviculture et pêche — n'occupe pas une part très importante de la vie économique locale mais est toujours plus importante qu'au niveau national. Le secteur secondaire n'est pas non plus très développé puisque quatre industries occupent le territoire ageois. Les activités tertiaires de commerce et de services occupent près des deux tiers de l'économie de la commune. Elle est d'ailleurs marquée par la prédominance de très petites entreprises (TPE) puisque quatre des 61 établissements actifs ont plus de 10 salariés.
En 2010, deux exploitations agricoles sont présentes dans la commune. Elles se partagent une Surface agricole utile (SAU) de 162 hectares, ce qui amène la superficie moyenne d'une exploitation à 81 hectares. Ces exploitations se spécialisent dans la culture de céréales et d'oléoprotéagineux.
Les principales industries des Ageux se concentrent au sud du village. L'unique établissement employant plus de 50 salariés est un centre commercial qui a été remplacé, en 2015, par un nouveau centre commercial plus grand de l'autre côté de l'ancienne route nationale.

## Culture locale et patrimoine

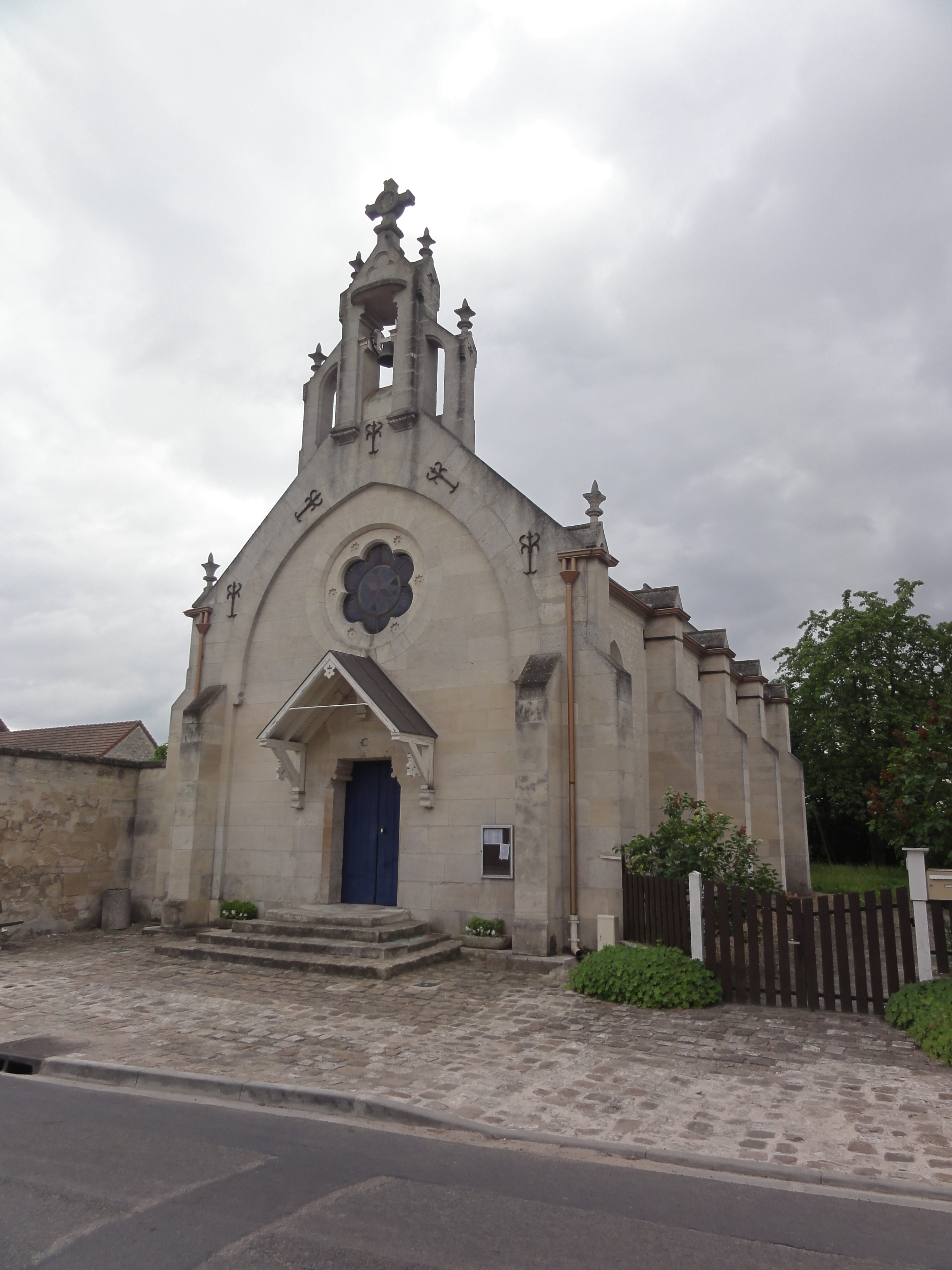
L'église Saint-Georges.

### Lieux et monuments
- L'église Saint-Georges, rue Louis-Drouart, a été construite du début du XIXe siècle dans le style néogothique. Le clocher d'origine, en bois, a été endommagé à la suite de la tempête de 1884 et remplacé par un petit clocher de pierre, abritant une cloche et soutenu par deux contreforts[Site 3].
- Les marais de Sacy[90]

### Personnalités liées à la commune
- Armand Dupuis (1891-1993), homme politique, député de l'Oise entre 1932 et 1940, est né aux Ageux.

### Héraldique
| Blason de Ageux (Les) | Blason  | Composition panoramique non blasonnable.         |
| Blason de Ageux (Les) | Détails | Le statut officiel du blason reste à déterminer. |